# William D. Pawley

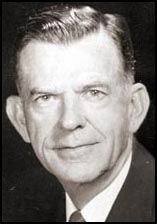
William Douglas Pawley

William Douglas Pawley (* 7. September 1896 in Florence, South Carolina; † Januar 1977 in Miami Beach, Florida) war ein US-amerikanischer Diplomat sowie Akquisiteur von Curtiss-Wright.

## Leben
William Douglas Pawley war der Sohn von Mary Irene Wallace († 11. April 1974) und Edward Porcher Pawley. Zu seinen Vorfahren gehörte Georg Pawley. Er war vom 25. Juli 1919 bis 1941 mit Annie Hahr Dobbs aus Marietta (Georgia) verheiratet. Zu ihren vier Kindern gehörte William Douglas Pawley Jr.
Er besuchte Schulen in Havanna und Santiago de Cuba und wurde Kadett am Gordon College. Um nach dem Ersten Weltkrieg den Absatz von Fluggeräten zu stimulieren, gründete der Vater der kommerziellen Luftfahrt, Clement Melville Keys von Curtiss Aeroplane and Motor Company, Fluggesellschaften. Am 8. Oktober 1927 gründete Curtiss-Wright die Compañía Nacional Cubana de Aviación Curtiss, SA und bestellte William D. Pawley zu deren Aufsichtsratsvorsitzenden. Pan American World Airways kaufte das Unternehmen 1932. William Pawley wurde Vorsitzender des Aufsichtsrates der Intercontinent Corporation in New York, ebenfalls ein Curtiss-Wright-Unternehmen.
Von 1933 bis 1938 war er Präsident der China National Aviation Corporation in Shanghai, die ebenfalls von Pan American World Airways gekauft wurde. Von 1938 bis Mai 1942 war er Gesellschafter der Central Aircraft Manufacturing Company, die ihre Werkstatt entsprechend dem Verlauf des Zweiten japanisch-chinesischen Kriegs von Hangzhou über Wuhan nach Loi wing in Burma verlegte.
1941 organisierte er mit seinen Brüdern Edward und Eugene auf dem Rangun International Airport eine Completely-Knocked-Down-Produktion von Curtiss P-40 für die American Volunteer Group. Dass es sich bei der Ausrüstung der Flying Tigers um ein Produkt von Curtiss-Wright handelte, war dem Einsatz von William Douglas Pawley zuzuschreiben. Claire Lee Chennault behauptete gegenüber Beamten des FBI, dieser Einsatz habe Bestechung mit eingeschlossen. 1944 wurde Pawley Präsident der Hindustan Aeronautics in Bangalore. Er organisierte die Errichtung einer Anlage zur Herstellung von Ammoniumsulfat in Travancore.
Vom 20. Juli 1945 bis zum 27. April 1946 war Pawley Botschafter der Vereinigten Staaten in Lima. Vom 13. Juni 1946 bis zum 26. März 1948 war er Botschafter in Rio de Janeiro. Im April 1952 entsandte Robert A. Lovett ihn als Sonderbotschafter nach Paris, um die Franzosen moralisch durchzukneten. Nach langen Verhandlungen erreichte Pawley bei René Pleven eine Lockerung der französischen Kontrollbestimmungen.
Ihn verband eine enge Freundschaft mit Dwight D. Eisenhower und Allen Welsh Dulles. Zur Präsidentschaftswahl in den Vereinigten Staaten 1952 von Dwight D. Eisenhower saß er als notorischer Republikaner den Democrats for Eisenhower vor. Durch den Einsatz von William Douglas Pawley kamen bei der Operation PBSUCCESS drei Curtiss P-40 zum Einsatz.
Er tötete sich aufgrund einer Erkrankung an Herpes Zoster mit einer Langwaffe. In seinem Buch The Last Investigation behauptet Gaeton Fonzi, dass William Pawley Suizid beging, als er erfuhr, dass er in einem möglichen Zusammenhang mit einer Verschwörung zum Attentat auf John F. Kennedy befragt werden sollte.